# Municipio de North Fayette
El municipio de North Fayette (en inglés: North Fayette Township) es un municipio ubicado en el condado de Allegheny en el estado estadounidense de Pensilvania. En el año 2000 tenía una población de 12.254 habitantes y una densidad poblacional de 188.6 personas por km².

## Geografía
El municipio de North Fayette se encuentra ubicado en las coordenadas 40°25′52″N 80°12′51″O / 40.43111, -80.21417.

## Demografía
Según la Oficina del Censo en 2000 los ingresos medios por hogar en la localidad eran de $51,482 y los ingresos medios por familia eran $58,804. Los hombres tenían unos ingresos medios de $44,233 frente a los $32,418 para las mujeres. La renta per cápita para la localidad era de $26,139. Alrededor del 6,4% de la población estaban por debajo del umbral de pobreza.